# وكان مستحيلا (مجموعة قصصية)
وكان مستحيلا هي مجموعة قصصية من تأليف الكاتب أحمد خليل خير الله صدر عن دار المعالي بالاسكندرية في مصر عام 2021م. لمحات وملاحظات تفكرية تعبدية لممارسة الدين في جميح نواحي الحياة.